# 차이콥스키와 러시아 5인조

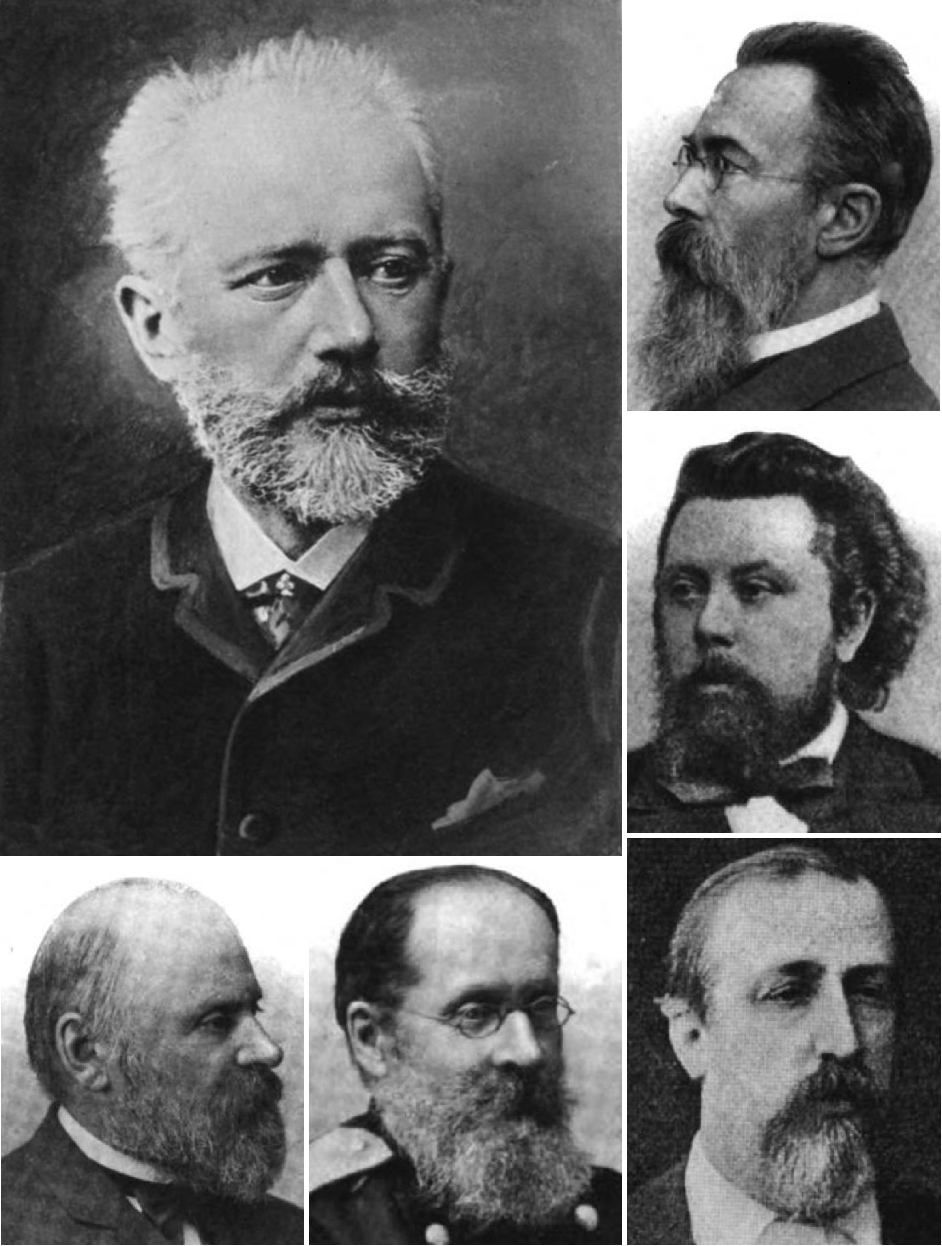
표트르 일리치 차이코프스키 (왼쪽 위)와 5인(왼쪽 아래부터 시계 반대 방향): 밀리 발라키레프, 세자르 쿠이, 알렉산더 보로딘, 모데스트 무소르그스키, 니콜라이 림스키코르사코프

표트르 차이콥스키와 러시아 5인조는 19세기에 러시아에서 활동했던 작곡가를 지칭한다. 이들은 러시아의 클래식 음악이 서구의 방법론을 따라야 하는지, 아니면 자국 러시아의 방법론을 따라야 하는지를 두고 의견 차이를 보였다.
차이콥스키는 서구의 전통적 기준에 부합하며, 국경을 초월하는 전문적 수준을 가지면서도 선율, 리듬이나 이외의 음악적 성격은 러시아의 특색을 간직하고 있는 악곡을 희망하였다. 반면 밀리 발라키레프, 세자르 쿠이, 알렉산더 보로딘, 모데스트 무소르그스키, 니콜라이 림스키코르사코프로 구성된 러시아 5인조는 오래된 유럽 음악의 모방 또는 유럽풍의 음악원 교육에 의존한 음악이 아닌, 명료하게 러시아다운 예술 음악의 창조를 목표로 삼았다.
차이콥스키도 자신의 작품에 민요를 차용한 적이 있지만, 대부분의 경우 서구의 작곡기법을 재현하고자 하였으며 그 경향은 조성이나 화성 진행에 현저히 드러났다. 차이콥스키와 달리 5인조의 음악가들은 교육기관에서 정식으로 작곡이론을 학습한 적이 없었으며, 이에 5인조에서 주도적인 역할을 맡은 발라키레프는 학문주의(academism)을 음악 창조에 대한 위협으로 간주하였다. 발라키레프는 5인조를 옹호한 비평가 블라디미르 스타소프와 함께, 차이콥스키의 모교인 상트페테르부르크 음악원과 그 창설자인 안톤 루빈스타인을 향해 출판물과 구두로 가차 없는 공격을 가했다.
루빈스타인의 가장 유명한 제자였던 차이콥스키는 자연스럽게 5인조의 최초 공격 대상으로 간주되었다. 특히 쿠이가 출판한 비판적 평론이 차이콥스키를 비판의 선상에 올려두었다. 이러한 5인조의 태도는 1867년 루빈스타인이 상트페테르부르크 음악계를 떠나게 되면서 다소 변화한다. 1869년, 차이콥스키는 발라키레프와 협력 관계를 맺고 로미오와 줄리엣을 발표한다. 이는 차이콥스키의 첫 출세작이었으며, 5인조 또한 이 작품을 호의적으로 받아들인다. 차이콥스키가 림스키코르사코프의 세르비아 환상곡에 호의적인 비평을 집필하자, 5인조는 학문적 성격이 강한 차이콥스키의 음악적 배경에 대한 회의감을 가지면서도 그를 포용하기로 결정한다. '작은 러시아'라는 차이콥스키 교향곡 제2번의 피날레는 1872년 초연되자마자 5인조로부터 열광적인 환영을 받기도 했다.
차이콥스키는 5인조와 친근한 관계를 유지하면서도 일정 거리를 두었고, 그들의 음악에 대해서 양가적인 감정을 가지고 있었다. 5인조의 목표와 미학이 차이콥스키와 일치하지 않았기 때문이다. 차이콥스키가 안톤의 동생인 니콜라이 루빈스타인으로부터 초빙을 받아 모스크바 음악원의 교수직에 오르게 되면서, 5인조와 음악원의 구태의연한 파벌 경쟁으로부터 거리를 둔 독립적 음악을 창조하기 위해 고통을 겪는다. 림스키코르사코프가 상트페테르부르크 음악원의 교수직 제안을 받았을 당시, 조언과 지도를 위해 의지했던 사람이 차이콥스키였다. 후에 림스키코르사코프가 애국주의자 동료들로부터, 자신이 열의를 기울여 온 음악연구와 음악지도에 대한 태도를 바꾸라는 압력을 받았을 때에도 차이콥스키는 그를 도의적으로 지원해 나갔다. 차이콥스키는 그의 예술적 겸허함과 강력한 개성을 칭찬하며, 림스키코르사코프의 작업에 대한 전면적인 지지를 표명했다. 1870년, 5인조는 각각의 길을 걸어가기로 결정한다. 그로부터 10년이 지나 1880년대가 도래하자 '벨랴에프 서클'이라는 세력이 대두해 5인조의 빈자리를 메운다. 차이콥스키는 이 그룹을 주도하는 멤버였던 알렉산더 글라즈노프, 아나톨리 랴도브와 가까운 관계를 맺었으며, 림스키코르사코프와도 이전과 같은 친밀한 관계를 이어 나갔다.

## 민족주의의 대두
최초로 "진정으로 러시아적인" 작곡가로 불린 미하일 글린카를 제외하고, 차이콥스키가 태어난 1840년대 이전에 러시아 고유의 음악은 민요와 교회음악 뿐이었다. 러시아 정교회가 세속 음악을 금지한 것이 방해 요소가 되어 고유 음악이 더 발전할 수 없었던 것이다. 1830년대, 러시아의 지식인 그룹인 인텔리겐치아는 예술가가 유럽 문화로부터의 차용을 행한 경우, 자신의 러시아다움을 부정해야 하는가, 아니면 러시아 문화를 쇄신하고 발전시켜 중대한 진보를 이뤄내야 하는가의 문제를 두고 치열하게 논쟁하였다. 두 진영은 이 의문의 해답을 구해 나갔다. 슬라브주의자들은 표트르 대제 이전의 러시아의 역사를 이상화하고, 국가는 비잔틴에 근본을 두어야 하며 러시아 정교회가 확산한 독자적 문화를 가져야 한다고 주장했다. 한편, 서구동화주의자들은 표트르 대제가 국가를 개혁해 러시아를 서구와 동등한 반열에 오르게 하고자 노력한 애국자였다고 칭송했다. 과거를 돌아보기보다 미래를 바라본 그들은 미숙하고 어린 러시아가 서구로부터의 차용을 통해 가장 선진적인 서구 문명 사회가 될 수 있는, 그리고 단점을 장점으로 전환할 수 있는 가능성을 가지게 된다고 본 것이다.
1836년, 글린카의 오페라 '차르에게 바친 목숨'이 상트페테르부르크에서 초연되었다. 이는 인텔리겐치아가 오랜 기간 동안 기다려 온 일이었다. 러시아의 작곡가에 의해 탄생한 최초의 대규모 작품이며, 러시아어로 연기되며 애국적이라는 특색을 가지고 있기 때문이었다. 줄거리는 니콜라이 1세가 보급시킨 '관제국민성'의 교양에 잘 합치하는 것이며, 이로써 황제의 승낙이 확실한 것이 되었다. 구성과 양식에 있어 '차르에게 바친 목숨'은 이탈리아 오페라 그 자체였지만, 주제의 구조는 세련되게 정돈되었고 오케스트레이션에는 대담함이 엿보였다. 또, 본작은 러시아 레퍼토리로 정착된 최초의 비극이었다. 주인공 이반 수사닌이 최후에 목숨을 잃음으로써 오페라 전체를 관통하는 애국적 감정에 진정성이 부여되고 부각되는 것이다.러시아 오페라 중에서는 최초로 음악이 작중 인물의 대화에 방해받지 않고 계속 연주된 작품이었다. 당시 사람들을 놀라게 했던 것이, 민요와 러시아 국내 특유의 어법이 음악에 포함되었고, 이것이 희곡으로서 결실을 맺었다는 것이었다. 글린카는 민요를 사용한 이유에 대해, 민족주의를 명확히 겨냥했다기보다 오페라에는 잘 알려진 등장인물이 등장하는 점을 반영한 것이라고 설명했다. 단, 민요가 오페라 내의 주요한 부분에 사용되고 있는 것은 아니다. 작품 내에 러시아 민요 "마부의 노래"를 삽입한 것을 경멸하는 의견이 있었음에도 '차르에게 바친 목숨'은 영구 레퍼토리로 등극할 만큼의 충분한 인기를 얻었으며, 이는 러시아어로 쓰인 러시아 오페라로서는 처음으로 이뤄낸 성과였다.
역설적이게도, 같은 시즌에 이탈리아 작곡가 조아키노 로시니의 오페라 '세미라미데'가 성공을 거두면서, '차르에게 바친 목숨'을 항상 '세미라미데'와 거의 같은 출연진으로 그대로 상연할 수 있었다. '차르에게 바친 목숨'의 성공에도 불구하고 '세미라미데'에 대한 청중의 열광은 이탈리아 오페라의 절대적인 수요를 불러일으켰다. 이는 러시아 오페라계에 대체로 좋지 않은 상황이었으며, 특히 러시아 작곡가인 미하일 글린카가 1842년에 차기작 오페라 '루슬란과 류드밀라'를 발표했을 때에는 이 영향이 여실히 드러났다. '루슬란과 류드밀라'의 실패를 계기로, 글린카는 러시아를 떠나 국외에서 생을 마감하게 된다.

## 대립 진영
'차르에게 바친 목숨'이 발표된 이후, 글린카는 러시아 국외로부터 큰 주목을 받았다. 프란츠 리스트는 글린카의 음악을 칭찬했으며, 베를리오즈는 논설문에서 "동시대의 걸출한 작곡가" 중 하나라고 평했다. 그러나 러시아 귀족은 아직 국외의 음악만을 지향하고 있었다. 음악 자체가 사회의 계층 구조와 연결되어 있었고, 대중의 삶에 어느 정도의 역할을 하는 것 이외에는 전과 다름없이 상급 계층의 특권이라고 여겨진 것이다. 귀족들은 클라라 슈만이나 리스트 등의 해외 예술가를 초대해, 방대한 양의 음악 연주를 그들만의 오락으로 즐겼다. 그러나 러시아에는 지속적으로 연주를 하는 단체도 없었을 뿐더러, 비평가는 물론 많은 사람이 기대하는 신작도 존재하지 않았다. 수준 있는 음악 교육도 부재했는데, 일부 도시에서는 개인 지도를 받는 것이 가능했다고는 해도 실력이 오르지 않는 것이 보통이었다. 질 좋은 교육을 위해서는 해외로 나가야만 했던 것이다. 작곡가이자 피아니스트인 안톤 루빈슈타인이 1859년에 러시아 음악협회를 세우고, 3년 후 1862년에 상트페테르부르크 음악원을 창설함으로써 이 상황을 타개하기 위한 큰 진전이 이루어졌다고 할 수 있다. 그러나 이가 동시에 격렬한 논쟁을 낳게 된다. 해당 진영에는 표트르 차이콥스키라는 젊은 문관이 있었다.

### 표트르 차이콥스키

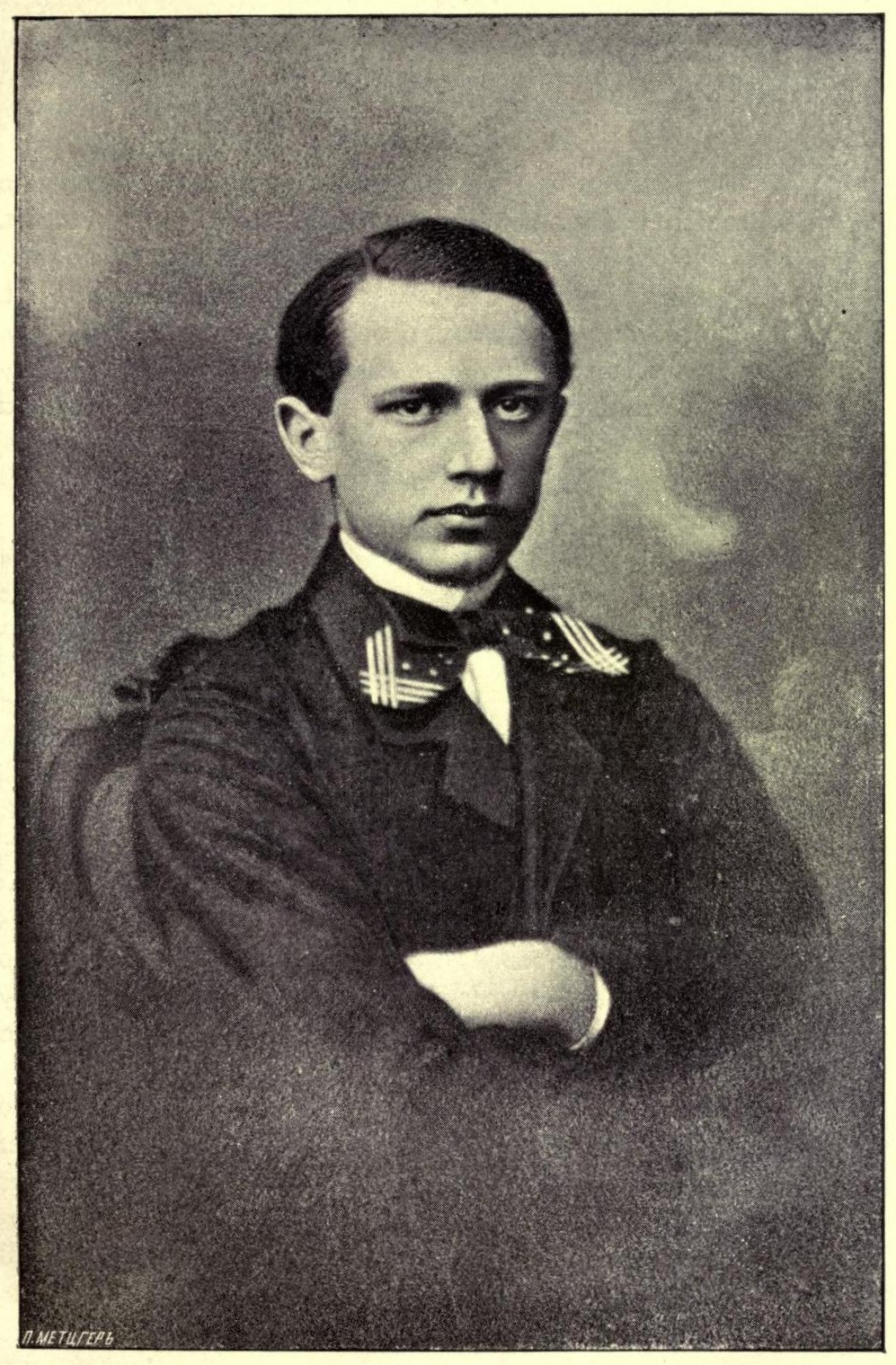
10대 시절의 차이콥스키

차이콥스키는 1840년, 현재의 우드무르트 공화국에 해당하는 러시아 제국령 키로프 주의 작은 마을 봇킨스크에서 태어났다. 어려서부터 재능을 보인 차이콥스키는 5세에 피아노의 레슨을 받기 시작해, 3년도 지나지 않아 자신의 스승과 비슷할 수준으로 음악을 이해할 수 있게 되었다. 그러나 부모가 그의 음악 재능에 들이는 열정은 곧 식어버린다. 1850년에 차이콥스키의 부모는 그를 상트페테르부르크의 제국법률학교에 보내기로 결정한다. 귀족이나 상급 계급이 주로 다니는 학교가 아니었고, 이에 차이콥스키는 공무원으로서의 커리어를 걷기 시작한다. 최소 연령이 12세였기 때문에 차이콥스키는 상트페테르부르크에 위치한 제국법률학교의 예비학교 기숙사에 들어가게 되었다. 기숙사는 당시 가족들이 살던 알라파옙스크로부터 약 1,300킬로미터 떨어져 있었다. 수용 연령에 도달한 차이콥스키는 제국법률학교에 입학해, 7년간의 수습 과정을 밟기 시작했다.
학교에서 음악은 우선사항이 아니었지만, 차이콥스키는 다른 학생들과 함께 정기적으로 극장과 오페라하우스를 찾았다. 좋아하는 것은 조아키노 로시니, 빈첸초 벨리니, 주세페 베르디, 그리고 볼프강 아마데우스 모차르트의 작품이었다. 학교에는 피아노 제작자 프란츠 베이커가 음악 수업을 맡기 위해 때때로 방문했다. 차이콥스키가 이때 받은 교육이 그가 받은 유일한 정식적 음악 지도였다. 1855년부터, 그의 아버지 일리야 차이콥스키는 자신의 아들이 독일 뉘른베르크 출신의 저명한 피아노 지도자인 루돌프 쿤딩거의 지도를 받을 수 있도록 지원한다. 쿤딩거에게 자식이 음악 분야에서의 커리어를 쌓을 수 있을지에 대해 묻자, 그는 표트르가 뛰어난 작곡가는 커녕 연주자가 될 만한 자질도 보이지 않는다고 답했다. 차이콥스키가 수습 과정을 마치자, 아버지는 그에게 법무부의 직에 지원하라고 했다.
1859년 5월 25일에 졸업한 차이콥스키는 유명무실한 참사관으로 취임했는데, 이는 공무원 계급에서 낮은 수준의 직이었다. 6월 15일에는 상트페테르부르크의 법무부에 등용되었다.  6개월 후에는 조수, 그로부터 두 달 후에는 계장으로 승진한다. 이후 3년 간의 공무원 생활 동안은 이 직책에 머무르게 된다.
1861년, 차이콥스키는 러시아 음악협회가 주최하는 니콜라이 자렘바의 음악이론 강좌를 듣게 되고, 1년 후 자렘바를 따라 상트페테르부르크 음악원에 입학한다. 그는 마음 속으로 "공무원이 아닌 음악가가 될 운명이라고 자기 자신이 확신할 수 있을 때까지" 관직을 그만두지 않기로 한다. 1862년부터 1865년에 걸쳐 자렘바의 밑에서 화성과 대위법, 푸가를 배웠고, 루빈슈타인에게는 관현악법과 작곡의 지도를 받았다. 1863년에는 결국 공무원을 그만두고 음악 공부에 전력을 쏟게 되었으며, 1865년 12월에는 떳떳하게 졸업을 맞이한다.

### 러시아 5인조
1855년 성탄절 즈음, 두 명의 인물이 글린카를 방문한다. 한 명은 유복한 러시아의 아마추어 비평가인 알렉산드로 울리비셰프였고, 다른 한 명은 18살의 밀리 발라키레프였다. 발라키레프는 당시 훌륭한 피아니스트가 되기 위한 길을 걷고 있었는데, '차르에게 바친 목숨'에서의 주제를 바탕으로 한 환상곡을 글린카 앞에서 연주해 보였다. 글린카는 이에 놀라움과 흡족함을 표하면서, 발라키레프를 유망한 음악가가 될 재목이라며 칭찬했다.
1856년, 발라키레프와 러시아 예술의 애국주의적 지침에 대한 지지를 공언하던 비평가 블라디미르 스타소프가 젊은 작곡가를 모아, 그들을 통해 사상을 확산시키고 지지자를 늘리는 활동을 개시하였다. 같은 해 이에 최초로 합류했던 사람이 보루 건축을 담당하는 장교였던 체바리 큐이였다. 1857년에는 프레오바젠스키 호위병이었던 모데스트 무소륵스키가, 1861년에는 해군사관생도였던 니콜라이 림스키코르사코프가, 그리고 1861년에는 화학자 알렉산더 보로딘이 합류하였다.
발라키레프, 보로딘, 큐이, 무소륵스키와 림스키코르사코프는 남는 시간을 이용해 작곡을 하였고, 1862년 시점에 최연소자였던 림스키 코르사코프가 18세, 최연장자였던 볼로딘도 아직 28세로, 다섯 명 전원이 젊은 청년층에 속했다. 또 이 5인은 독학으로 음악을 공부했으며, 음악기법 중에서도 전통적인 것, 그리고 틀에 박힌 것을 의식적으로 피해 나갔다. 스타소프가 그들의 음악에 관한 논평을 적은 이래로 이 다섯 명은 '쿠치카 (кучка)'라고 불리게 되었으며, 이는 '5인조'라고 해석된다. 스타소프는 평론에 다음과 같이 썼다. "작지만 이미 강력한 이 "모구차야 쿠치카(Могучая кучка)"가 겸비한, 이토록 풍부한 시적 감수성, 감정, 재능과 가능성을 영원히 청중이 기억할 수 있게끔 신이 허락해 주시기를." "모구차야 쿠치카"는 '작지만 강한 무리'를 뜻하며 이 용어가 고착화되었지만, 스타소프는 일반적인 지면에서 그들을 '신러시아 악파'라고 지칭하기도 했다.
이 단체의 목적은 글린카의 남긴 발자취 위에 독립적인 러시아의 음악을 창조해 나가는 것이었다. '애국적 성격'을 위해 분투하면서도 '오리엔탈한' 선율에 이끌렸으며, 음악 자체보다는 줄거리가 있는 표제 음악을 선호하였다. 즉, 교향곡, 협주곡이나 실내악곡보다 교향시나 교향시와 비슷한 음악에 무게를 두었다는 것이다. 이러한 러시아 스타일의 클래식 음악을 만들기 위해, 스타소프는 5인조가 가진 네 가지 성격을 서술하였다. 첫 번째는 학문주의와 고정적인 서구 형식의 작곡 방식에 대한 거부였다. 두 번째는 러시아 제국 내의 동양 국가들의 음악 요소를 결합시키는 것이었으며, 이는 후에 음악적 오리엔탈리즘이라는 용어로 정립되어 알려지게 된다. 세 번째는 음악에 대한 진보적이고 학문적이지 않은 자세로 음악에 접근하는 것이었다. 마지막 네 번째는 민요의 작곡 기법을 사용하는 것이었다. 이상의 네 성격을 통해 5인조는 동시대에 활동한 '무국적(無國籍)'인 작곡을 하는 진영과 자신들을 차별화하게 된다.

### 루빈스타인과 음악원

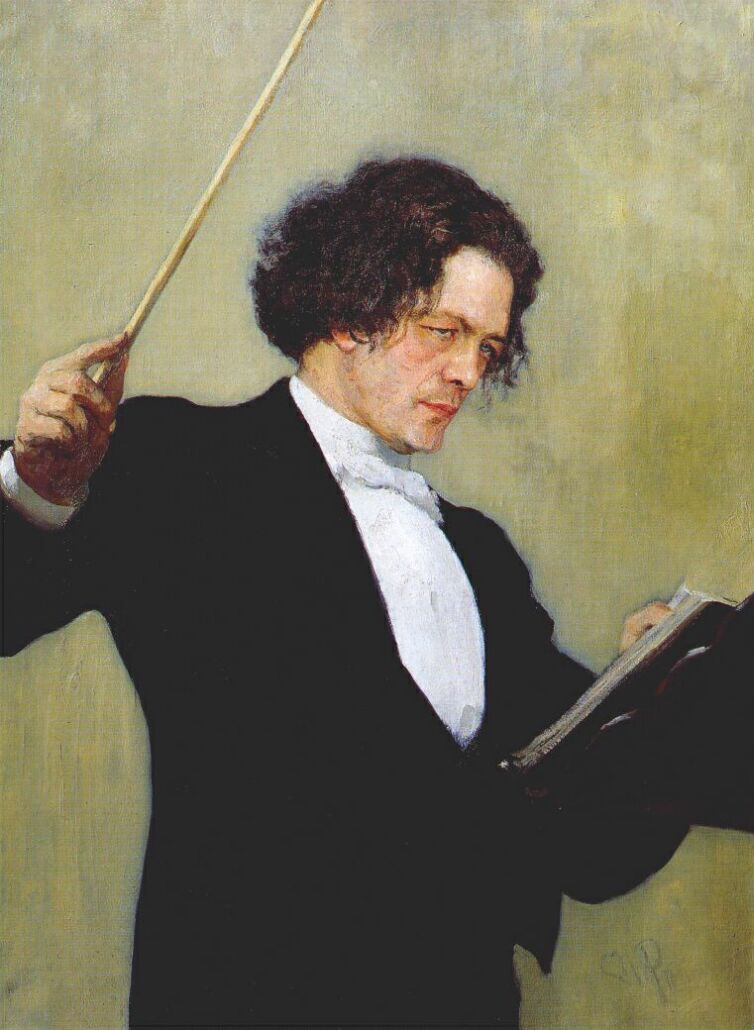
지휘대에 오른 안톤 루빈스타인. 일리야 레핀 그림.

유명한 피아니스트였던 안톤 루빈슈타인은 1858년 귀국하기 전까지 러시아를 떠나 서유럽과 중부 유럽에서 살면서 연주와 작곡 활동을 해 나갔다. 파리, 베를린, 라이프치히와 같은 도시의 음악원을 방문한 그는, 러시아의 음악계가 불모지와 같다는 것을 깨닫는다. 서유럽은 당시 굉장히 화려한 음악계를 자랑했는데, 작곡가들은 존경을 받았으며 음악가는 자신의 예술에 진심으로 몰두하고 있었다. 그는 이러한 서유럽의 음악계를 이상향으로 생각하며, 1858년 귀국 전 러시아에 음악원을 설립하는 안을 떠올렸으며, 구상의 실현을 도와줄 유력자들의 관심을 끄는 데까지 이르렀다.
루빈슈타인은 1859년에 러시아 음악협회를 창설해 첫 발을 내딛게 된다. 협회의 목적은 러시아인에게 음악 교육을 제공하고, 그들의 음악적 교양을 양성하며 각각이 생활하는 지역에서 각자의 개능을 개발하는 데에 있었다. 협회는 최우선 항목으로 대중이 자국 작곡가의 음악을 접할 수 있도록 하였다. 방대한 양의 서유럽 음악에 더해, 루빈슈타인의 지휘에 의해 무소륵스키와 큐이의 작품이 러시아 음악협회에서 초연되었다. 협회의 첫 연주회로부터 수 주 후, 루빈슈타인은 누구나 수강할 수 있는 음악교실을 개최한다. 이 교실을 향한 관심은 나날이 높아져 갔으며 1862년에는 루빈슈타인이 상트페테르부르크 음악원을 개교하기에 이른다.
음악학자인 프란시스 마스에 따르면, 루빈슈타인의 예술성은 비난할 틈이 없을 정도의 완벽성을 보였다. 그는 러시아의 음악계를 개혁하여 진보시키기 위한 분투를 이어나갔다. 그러나 그의 음악 취향은 보수적이었는데, 하이든, 모차르트, 베토벤 등의 고전주의 작곡가부터 쇼팽까지의 초기 낭만주의를 선호했으며 리스트, 바그너 등에는 흥미가 없었다. 새로운 음악 사상들에 대해서 회의적이었으며, 애국주의에서 음악이 차지하는 역할에 대한 생각도 마찬가지였다. 루빈슈타인은 국가 특유의 음악이 민요와 민족 무도에만 존재하는 것으로 보고, 대규모 작품 - 특히 오페라에 국가 특유의 음악이 들어갈 여지는 없다고 보았다. 공격을 받은 루빈슈타인은 무반응으로 일관했다. 강의나 연주회가 언제나 흥행했기 때문에, 대응이 필요하지 않다고 느꼈던 것이다. 그는 본인의 학생들에게도 어떠한 한 진영을 택하는 것을 금지시켰다.

## 차이콥스키와 5인조의 교류
5인조가 언론을 통해 반(反) 루빈슈타인 운동을 전개해 나가던 중, 차이콥스키는 자신이 스승인 루빈슈타인 만큼이나 비난의 대상이 되고 있다는 것을 깨닫는다. 큐이는 차이콥스키가 졸업 작품으로 작곡한 칸타타의 연주평에 다음과 같이 적으며 차이콥스키를 깎아내렸다. "아주 시시하다. (중략) 만약 그에게 조금이라도 재능이 있었다면 (중략) 틀림없이 악곡 중의 어딘가에 음악원이 채운 자물쇠가 부수어져 있었을 것이다" 예민한 차이콥스키에게 이 비판은 굉장한 타격을 주었다. 이후 차이콥스키와 발레키레프가 타협을 이루게 되면서 궁극적으로 정전 상태가 되었고, 최종적으로는 남은 4인과도 교우관계를 맺게 된다. 발라키레프와 차이콥스키의 협력관계의 산물이 환상서곡 '로미오와 줄리엣'이다. 5인조는 이 작품을 받아들였으며, 차기작인 차이콥스키의 교향서곡 2번 '작은 러시아'를 열광적으로 환영하였다. 이 교향곡에는 우크라이나민요가 인용되어 있으며, 초판에는 5인조가 그들의 작품에서 사용했던 것과 비슷한 작곡기법이 여러 개 이용되고 있었다. 스타소프는 셰익스피어의 '템페스트'를 주제로 할 것을 차이콥스키에 제안했고, 이로써 환상서곡 '템페스트'가 작곡되었다. 수년간의 공백 기간 이후, 발라키레프는 다시 차이콥스키의 창작 생활에 모습을 드러낸다. 그렇게 해서 완성된 것이 조지·고든·바이런의 극시 '맨프레드'를 토대로, 스타소프가 저술해 발라키레프가 제공한 줄거리에 따라서 작곡된 '맨프레드 교향곡'이다. 그러나 전체적으로 보면 차이콥스키는 독립적 창작의 길을 이어나갔으며, 애국주의와 전통주의의 음악가들의 사이에서 중도적 자세를 취했다.

### 밀리 발라키레프

#### 첫 서신 교환

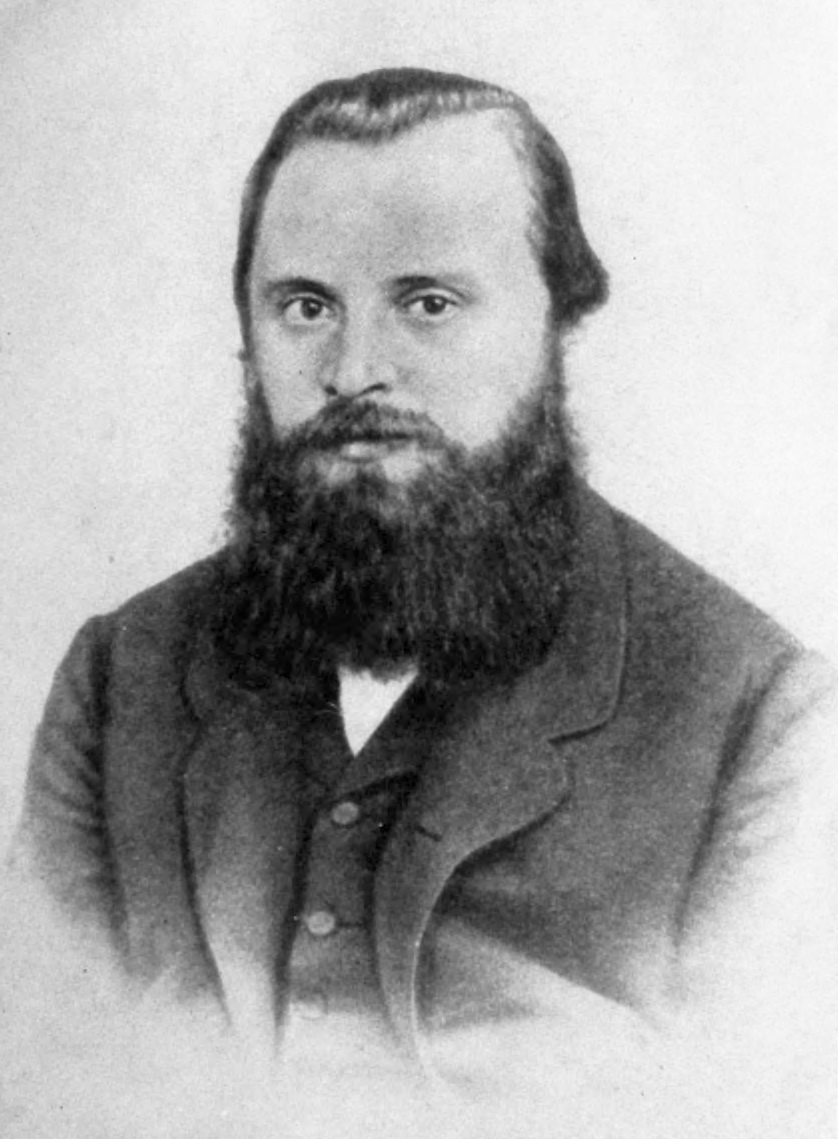
젊은 시절의 밀리 발라키레프

1867년에 루빈스타인은 음악원의 악장직을 자렘바에게 양도한다. 같은 해 러시아 음악협회의 지휘자직도 그만두었으며, 발레키레프가 후임으로 지명되었다. 차이콥스키는 당시 이미 오페라 '지방관장'의 곡인 '성격적 춤(Characteristic Dances)'을 작곡해 협회에 제공하겠다고 약속한 상태였다. 그는 수기 악보를 제출하면서 발라키레프 앞으로 메세지를 덧붙여 썼다. 아마도 칸타타에 대한 큐이의 혹평을 조금 염두에 두었을 것으로 추정되는데, 전언은 「춤」은 연주해서는 안 된다고 제언을 해 주었으면 하는 요망으로 마무리되어 있었다.
당시 러시아 5인조는 뿔뿔이 흩어지고 있었다. 무소륵스키와 림스키코르사코프는 발라키레프의 영향 하에서 답답함을 느끼고, 작곡가로서 각자의 방향으로 나아가게 되었다. 발라키레프는 차이콥스키가 자신의 지도 하에 들어올 가능성을 느끼고 있었을지도 모른다. 그는 상트페테르부르크에서 보낸 답장에서, 자신의 의견을 대면으로 길게 설명해 자신의 요점을 강조하고 싶었지만, 대신 "온전한 솔직함으로" 그의 답장을 적어 내려가고 있으며, 능숙한 아첨을 곁들여 차이코프스키가 "완전한 예술가"라는 것을 느꼈고 다가오는 모스크바 여행에서 그와 이 작품에 대해 논의하기를 기대한다고 적었다.
이 편지는 향후 2년에 걸친 차이콥스키와 발레키레프의 관계를 정의하는 것이었다. 1869년에 차이콥스키는 28세의 나이로 모스크바 음악원의 교수로 부임한다. 첫 교향곡과 오페라 한 편을 완성시킨 그는 다음으로 '운명'이라는 제목의 교향시 작곡에 착수했다. 모스크바에서 니콜라이 루빈스타인이 지휘한 '운명'의 초연에 만족한 차이콥스키는, 이 곡을 발라키레프에게 공헌하고 그에게 악보를 보내 해당 곡을 상트페테르부르크에서 지휘해 달라고 의뢰하였다. 그러나 이 곡은 상트페테르부르크에서 미온적인 반응을 얻는 데에 그쳤다. 발라키레프는 차이콥스키에게 '운명'의 곡 중 어느 부분에서 약점을 느꼈는지를 편지에 상세히 적으면서, 동시에 약간의 격려의 말을 덧붙였다. 또한 발라키레프는 자신에게 악곡이 공헌된 것을 두고 "당신의 배려의 표시로 나에게는 귀중한 것이다 - 그리고 당신에게 큰 끌림을 느낀다"라고 언급했다. 엄격한 자기비판의 자세를 가져왔던 차이콥스키는 이 글 속에 숨겨진 진의를 간과하지 않았다. 그는 발레키레프의 비판을 수용했고 이후 둘은 계속 연락을 주고받았지만, 한편으로 차이콥스키는 '운명'의 악보를 파기하기에 이른다.

#### "로미오와 줄리엣"의 작곡

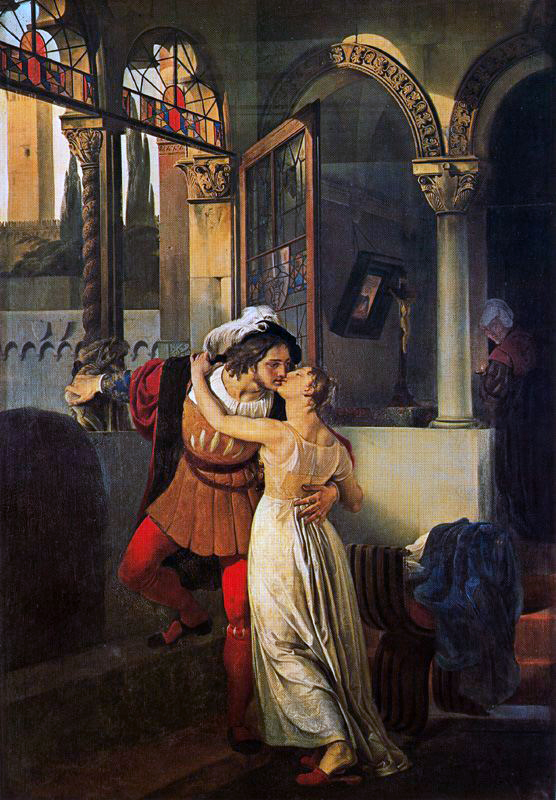
발라키레프는 "로미오와 줄리엣"의 창작을 도왔다. 삽화는 프란체스코 마이에츠가 그린 "로미오와 줄리엣"이다.

발라키레프의 압제적인 태도는 차이콥스키와의 관계를 때때로 악화시켰으나, 둘은 서로의 역량을 인정했다. 갈등이 발생하기는 했지만 발라키레프는 차이콥스키가 작품을 몇번이고 다시 쓰도록 설득할 수 있는 유일한 인물이었고, 실제로 발라키레프는 '로미오와 줄리엣'의 작곡 과정 중 차이콥스키에게 여러 번 수정을 요청했다. 차이콥스키는 발라키레프의 제안을 받아들여, 발라키레프가 베토벤의 연주 서곡을 본떠서 작곡한 소나타 형식의 비극적 서곡 '리어 왕'을 바탕으로 작품을 만들었다. 작품의 줄거리를 중심적 갈등 하나로 줄이고, 소나타 형식의 이부 구조로 선율을 제시한 것은 차이콥스키의 생각이었다. 그러나 오늘날 알려진 음악에서 그 줄거리가 반영된 것은 두 번의 대대적인 수정을 거친 후의 일이었다. 발라키레프는 차이콥스키가 송부한 초기 원고의 다수를 파기하고, 악보는 둘의 사이의 활발한 의견과 함께 모스크바와 상트페테르부르크의 사이를 반복해서 오갔다.
차이콥스키는 발라키에프의 조언 중 몇 개만을 받아들인 후, 1870년 3월 16일에 니콜라이 루빈스타인이 첫 판본을 초연하도록 허락한다. 결과는 참담함 그 자체였다. 이 실패가 뼈에 사무친 차이콥스키는 발라키레프의 비판을 마음 속에 새기게 된다. 그는 자신이 음악원에서 학습한 지식의 틀을 극복하고자 곡의 대부분을 다시 작성하였고, 결과적으로 오늘날까지 전해지고 있는 판본이 완성되었다. '로미오와 줄리엣'으로 차이콥스키는 처음으로 국내외에서의 갈채를 받게 되었고, 5인조도 본작에 무조건적인 찬의를 표했다. 작품 내의 '사랑의 주제'를 들은 스타소프는 차이콥스키와 5인조에게 "당신들은 예로부터 5인이었지만, 이제는 6인이 되었다."라고 고했다. 5인조는 이 작품에 굉장히 크게 열광했는데, 그들은 모일 때마다 발라키레프에게 "로미오와 줄리엣'을 피아노로 연주해달라고 조를 정도였다. 발라키예프는 곡을 너무도 많이 반복해 연주한 나머지, 악보를 보지 않고도 기억으로 연주해 낼 정도였다.
차이콥스키의 전기 작가 로렌스 핸슨과 엘리자베스 핸슨을 비롯한 몇 평론가들은, 1862년에 차이콥스키가 음악원에 입학하지 않고 발라키레프의 모임에 합류했더라면 어떻게 되었을지에 대해 궁금해하기도 했다. 이들은 발라키레프가 차이콥스키에게 압력을 가해 영감을 주기 전까지 "로미오와 줄리엣"을 작곡할 수 없었다는 사실을 증거로 들면서, 차이콥스키가 발라키레프의 아래에서 더 빠르게 어엿한 작곡가가 되었을지도 모른다고 보았다. 그러나 장기적 관점에서 차이콥스키가 어떻게 성장했을 것인지는 다른 문제이다. 관현악법 등 그가 사용했던 음악적 기법의 다수는 음악원의 기초강의에서 철저하게 학습한 대위법, 화성, 음악이론의 산물이다. 이 과정이 없었다면, 후의 위대한 작품군을 써낼 만한 능력이 키워지지 않았을 수도 있기 때문이다.

### 니콜라이 림스키코르사코프

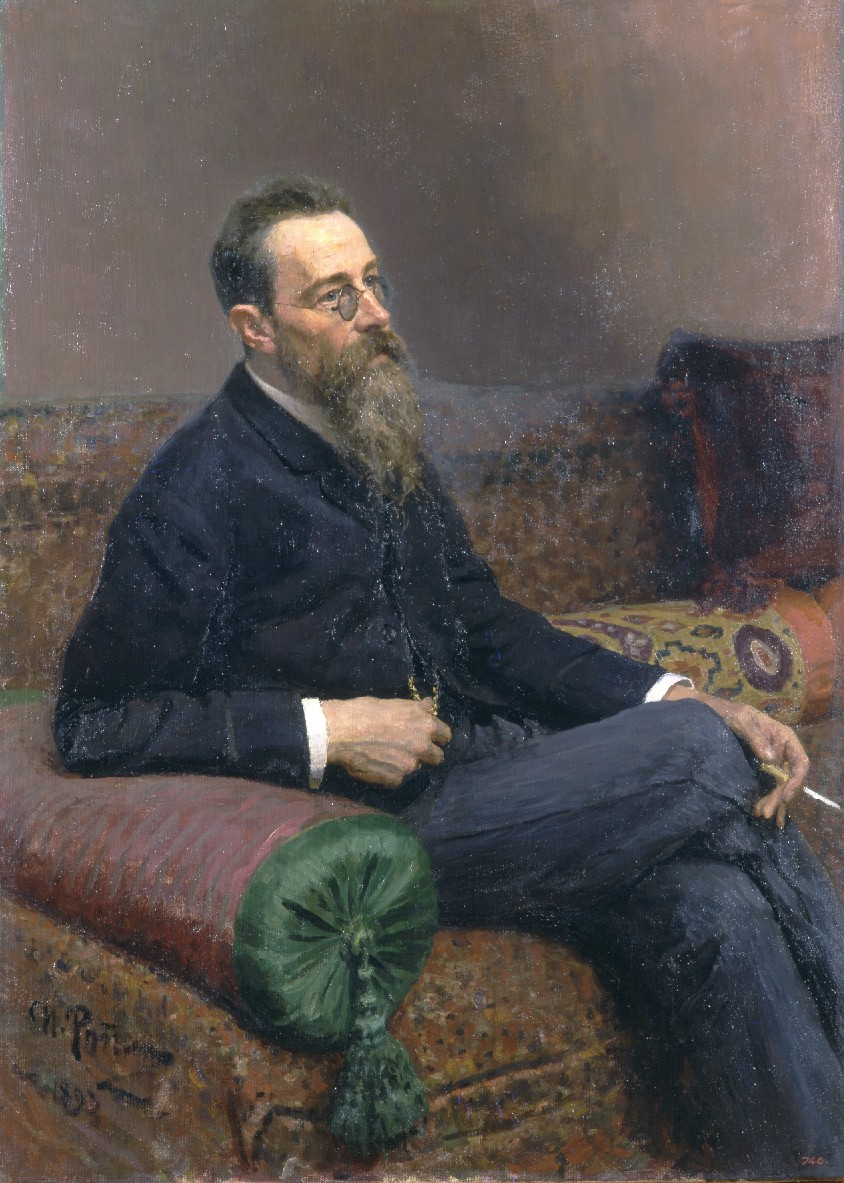
니콜라이 림스키코르사코프의 초상. 일리야 레핀 그림.

1871년, 니콜라이 자렘바가 상트페테르부르크 음악원의 악장직을 사퇴한다. 후임인 미하일 아잔쳅스키는 보다 진보적인 음악관을 가지고 있던 인물로, 음악원 교육을 일신할 신선한 활력을 원했다. 따라서 그는 림스키코르사코프에게 실용 작곡과 악기법의 교수직과 함께 관현악 강좌의 지도역을 제안한다. 예로부터 매우 강경하게 아카데미즘에 저항해 온 발라키레프는, 적 진영의 중심에 아군을 배치하는 것이 이득이 될지도 모른다고 생각하면서 림스키코르사코프가 제안을 받아들이도록 격려했다.
그럼에도 불구하고, 취임 당시 림스키코르사코프는 작곡가로서의 자신이 가진 기술적인 약점을 절감하게 되었다. 그는 후에 "자신은 애호가였을 뿐 아무것도 알지 못했다"고 기록했다. 이에 더해 오페라 "부스코프의 딸"을 완성하면서 창조적 절벽(dead-end, 슬럼프)에 마주했고, 확실한 음악기법을 배우는 것만이 작곡을 계속할 수 있는 유일한 길이라는 것을 깨달았다. 이에 그는 차이콥스키의 조언과 지도를 받게 되었다. 림스키코르사코프가 음악교육에 대한 태도를 번복해 열의를 가지고 자습을 시작하면서, 애국주의를 지지하던 그의 동료들은 러시아의 유산을 버리고 푸가나 소나타를 작곡한다며 그를 비난했다. 한편, 차이콥스키는 도의적으로 그를 지원해 나갔다. 그는 림스키코르사코프의 작업을 전면적으로 칭찬하고, 림스키코르사코프의 예술에 대한 겸허함과 강한 개성에 감탄했다.

림스키코르사코프가 음악원에서 근무하기 전이었던 1868년 3월, 차이콥스키는 그의 '세르비아 환상곡'에 대한 평론을 썼다. 이 작품을 고찰하면서, 차이콥스키는 당시까지 림스키코르사코프의 작품 중 유일하게 들어 본 적이 있었던 교향곡 1번과 비교하여 다음과 같이 서술했다. "이 매력적인 관현악법 (중략) 구조적 새로움, 그리고 무엇보다도 (중략) 순수하게 러시아적 색채를 가진 화성진행의 신선함(중략)이 바로 림스키코르사코프 씨의 비범한 교향악 재능을 보여주고 있다." 차이콥스키의 평은 발라키레프 파의 관심을 살 만한 단어들로 잘 작성되었고, 실제로 5인조로부터 좋은 반응을 얻었다. 다음 달 그는 상트페테르부르크에 있는 발라키레프의 저택을 방문해 러시아 5인조의 나머지 멤버들과도 인사를 나누게 된다. 후에 림스키코르사코프는 다음과 같이 회고했다.
음악원의 제자였던 차이콥스키는, 우리 동료들에게 오만한 것까지는 아니지만 상당히 태만한 태도로 보였다. 또 그가 상트페테르부르크에서 떨어져 있었기에 개인적으로 친분을 쌓는 것은 불가능했다. (중략) 차이콥스키와 대화를 나누어 보니 그는 유쾌하고 동정심이 있는 사람이었고, 거드름을 피우지 않았으며 항상 겉과 속이 다르지 않고 성의 있는 화술을 터득하고 있었다. 처음 만난 저녁 차이콥스키는 발라키레프의 요구에 응해 그의 사단조 교향곡(교향곡 제1번)의 제1악장을 쳐서 들려주었는데, 이는 우리의 취향에 잘 맞았다. 차이콥스키의 음악원에서 받았던 훈련이 여전히 그와 우리의 사이에 서 있는 무시할 수 없는 벽이었지만, 이전부터 그에 대해 가지고 있던 우리의 생각은 변화했고, 그에게 더 공감할 수 있게 되었다.
림스키코르사코프는 "차이콥스키는 상트페트르부르크를 방문했을 때에 발라키레프의 저택에 얼굴을 비추는 것이 보통이었고, 우리도 그를 만날 수 있었다"고 덧붙였다. 그러나, 차이콥스키는 5인조나 전통주의자들로부터 자신의 음악이 수용되기를 바라면서도, 양 진영으로부터 지리적으로 떨어져 있는 모스크바에 거처해 독립을 유지하며 독자적 방향성을 찾아내는 것이 필요했다. 이는 특히 림스키코르사코프가, 차이콥스키가 음악원에서 받은 훈련을 지적하며 '무시할 수 없는 벽'이라고 쓴 것, 그리고 안톤 루빈스타인이 차이콥스키가 위대한 서구 거장의 선례에서 너무 멀리 벗어나고 있다고 느꼈던 것에 비추어 보면 옳은 일이었다. 차이콥스키는 음악에 대한 새로운 태도와 양식을 새로운 활동의 원천으로 삼음으로써 작곡가로서의 지속적인 성장을 도모할 수 있었다. 동생인 모데스트는 자신의 형이 러시아 5인조의 일부 작품이 지닌 "힘과 활기"에 감명을 받았다고 기록했다. 그러나 매우 균형 잡힌 인물이었던 차이콥스키는 자렘바와 루빈스타인이 소중히 했던 '최고의 음악이나 가치'를 완전히 거부할 수도 없었다. 모데스트의 의견으로는, 차이콥스키와 상트페테르부르크 파의 관계성은 "두 우호적인 이웃 나라의 간의 상태"를 닮았다고 비유했다. 그는 그들이 "같은 선상에서 만날 수 있도록 조심스럽게 준비하면서도, 질투심이 그들 각각의 이해관계를 보호하고 있다"고 보았다.

### 스타소프와 "작은 러시아" 교향곡

블라디미르 스타소프의 초상. 일리야 레핀 그림.

차이콥스키는 1873년 1월 7일, 상트페테르부르크에서 림스키코르사코프의 집에서 열린 모임에서 교향곡 2번 《소러시아》의 피날레를 공식 초연 전에 연주했다. 동생 모데스트 차이콥스키(Modest Tchaikovsky)에게 보낸 편지에서,
"[그] 자리에서 모든 사람들이 나를 거의 찢어버릴 듯한 열광을 보였다. 그리고 마담 림스카야-코르사코바는 눈물을 흘리며 이 곡을 피아노 연탄곡으로 편곡하게 해달라고 간청했다."
라고 적었다.
마담 림스카야-코르사코바는 유명한 피아니스트이자 작곡가, 편곡자로서, 5인조의 다른 작곡가들의 작품뿐만 아니라, 남편 림스키코르사코프와 차이콥스키의 《로미오와 줄리엣》을 포함한 여러 작품을 편곡한 경력이 있었다.
이 자리에는 알렉산드르 보로딘도 참석했다. 또한 러시아 음악 평론가 블라디미르 스타소프(Vladimir Stasov)도 자리에 있었는데, 그는 차이콥스키의 연주에 감명을 받아 작곡가에게 다음 작품으로 어떤 곡을 쓸 계획인지 물었다. 이후 차이콥스키는 스타소프의 영향을 받아 《교향시 폭풍(The Tempest)》을 작곡했다.
《소러시아》 교향곡(교향곡 2번)이 러시아 5인조의 지지를 얻은 이유는, 단순히 차이콥스키가 우크라이나 민요를 선율적 재료로 사용했기 때문만이 아니었다. 특히 제1악장과 제4악장에서, 그는 러시아 민요의 독특한 특성이 교향곡 형식을 결정짓도록 허용했다. 이는 5인조가 개별적으로나 집단적으로 추구하던 목표와 일치하는 것이었다. 그러나 차이콥스키는 음악원에서 정통 서양식 교육을 받은 작곡가였기에, 이러한 민속적 요소를 더욱 길고 치밀하게 발전시킬 수 있었으며, 결과적으로 쿠치카의 다른 동료들보다 더욱 응집력 있는 작품을 만들어낼 수 있었다.
이러한 비교가 다소 불공정해 보일 수도 있지만, 차이콥스키 연구자인 데이비드 브라운(David Brown)은 《소러시아》의 피날레를 무소르그스키의 《전람회의 그림》 중 〈키예프의 대문〉과 비교하며, 만약 무소르그스키가 차이콥스키와 같은 학문적 교육을 받았다면, 더욱 체계적이고 발전된 형식으로 완성할 수 있었을 것이라고 지적한 바 있다.

### 참고문헌
- Bergamini, John, The Tragic Dynasty: A History of the Romanovs (New York: G.P. Putnam's Sons, 1969). 6815498
- Brown, David, "Balakirev, Tchaikovsky and Nationalism" Music and Letters (Oxford: Oxford University Press, 1961) 42: 227–241.
- Brown, David, Musorgsky: His Life and Music (Oxford and New York: Oxford University Press, 2002). ISBN 0-19-816587-0.
- Brown, David, Tchaikovsky: The Early Years, 1840–1874 (New York: W.W. Norton & Company, 1978). ISBN 0-393-07535-4.
- Brown, David, Tchaikovsky: The Crisis Years, 1874–1878, (New York: W.W. Norton & Company, 1983). ISBN 0-393-01707-9.
- Brown, David, Tchaikovsky: The Years of Wandering, 1878–1885, (New York: W.W. Norton & Company, 1986). ISBN 0-393-02311-7.
- Brown, David, Tchaikovsky: The Final Years, 1885–1893 (New York: W.W. Norton & Company, 1991). ISBN 0-393-03099-7.
- Brown, David, Tchaikovsky: The Man and His Music (New York: Pegasus Books, 2007). ISBN 0-571-23194-2.
- Brown, Malcolm Hamrick, "Rimskaya-Korsakova, Nadezhda". In The Norton/Grove Dictionary of Women Composers (New York and London: W.W. Norton & Company, 1995), ed. Julie Anne Sadie and Rhian Samuel. ISBN 0-393-03487-9.
- Campbell, James Stuart, "Glinka, Mikhail Ivanovich". In The New Grove Dictionary of Music and Musicians, Second Edition (London: Macmillan, 2001), 29 vols., ed. Stanley Sadie. ISBN 0-333-60800-3.
- Fay, Laurel, Shostakovich: A Life (Oxford and New York: Oxford University Press, 2000). ISBN 0-19-518251-0.
- Figes, Orlando, Natasha's Dance: A Cultural History of Russia (New York: Metropolitan Books, 2002). ISBN 0-8050-5783-8 (hc.).
- Frolova-Walker, Marina, "Russian Federation". In The New Grove Dictionary of Music and Musicians, Second Edition (London: Macmillan, 2001), 29 vols., ed. Stanley Sadie. ISBN 0-333-60800-3.
- Garden, Edward, "Five, the [Moguchaya kuchka; Mighty Handful]". In The New Grove Dictionary of Music and Musicians, Second Edition (London: Macmillan, 2001), 29 vols., ed. Stanley Sadie. ISBN 0-333-60800-3.
- Hanson, Lawrence and Hanson, Elisabeth, Tchaikovsky: The Man Behind the Music (New York: Dodd, Mead & Company). Library of Congress Card Catalog No. 66-13606.
- Holden, Anthony, Tchaikovsky: A Biography (New York: Random House, 1995). ISBN 0-679-42006-1.
- Hosking, Geoffrey, Russia and the Russians: A History (Cambridge, Massachusetts: The Belknap Press of Harvard University Press, 2001). ISBN 0-674-00473-6.
- Kovnaskaya, Lyudmilla, "St Petersburg." In The New Grove Dictionary of Music and Musicians, Second Edition (London, Macmillan, 2001), 29 vols., ed. Stanley Sadie. ISBN 0-333-60800-3.
- Maes, Francis, tr. Arnold J. Pomerans and Erica Pomerans, A History of Russian Music: From Kamarinskaya to Babi Yar (Berkeley, Los Angeles and London: University of California Press, 2002). ISBN 0-520-21815-9.
- Norris, Geoffrey and Lyle Neff, "Cui, César [Kyui, Tsezar Antonovich]". In The New Grove Dictionary of Music and Musicians, Second Edition (London: Macmillan, 2001), 29 vols., ed. Stanley Sadie. ISBN 0-333-60800-3.
- Poznansky, Alexander Tchaikovsky: The Quest for the Inner Man (New York: Schirmer Books, 1991). ISBN 0-02-871885-2.
- Rimsky-Korsakov, Nikolai, Letoppis Moyey Muzykalnoy Zhizni (Saint Petersburg, 1909), published in English as My Musical Life (New York: Knopf, 1925, 3rd ed. 1942). ISBN n/a.
- Schwarz, Boris, "Glazunov, Alexander Konstantinovich". In The New Grove Dictionary of Music and Musicians (London: Macmillan, 1980), 20 vols., ed. Stanley Sadie. ISBN 0-333-23111-2.
- Taruskin, Richard, "Glinka, Mikhail Ivanovich," "Life for the Tsar, A," "Ruslan and Lyudmila" and "Russia" The New Grove Dictionary of Opera (London and New York: Macmillan, 1992), 4 vols, ed. Sadie, Stanley. ISBN 0-333-48552-1.
- Taylor, Philip S., Anton Rubinstein: A Life in Music (Bloomington and Indianapolis: Indiana University Press, 2007). ISBN 0-253-34871-4.
- Volkov, Solomon, tr. Bouis, Antonina W., St. Petersburg: A Cultural History (New York: The Free Press, a division of Simon & Schuster, Inc., 1995). ISBN 0-02-874052-1.
- Warrack, John, Tchaikovsky (New York: Charles Scribner's Sons, 1973). ISBN 0-241-12699-1.
- Weinstock, Herbert, Tchaikovsky (New York: Alfred A. Knopf, 1944) ISBN n/a.
- Wilson, Elizabeth, Shostakovich: A Life Remembered, Second Edition (Princeton, New Jersey: Princeton University Press, 1994, 2006). ISBN 0-691-12886-3.
- Zemtsovsky, Izaly, "Russian Federation, II: Russian traditional music." In The New Grove Dictionary of Music and Musicians, Second Edition (London, Macmillan, 2001), 29 vols., ed. Stanley Sadie. ISBN 0-333-60800-3.